# Juan Carlos Lecompte
Pour les articles homonymes, voir Lecompte.
Juan Carlos Lecompte Pérez est un homme politique colombien né à Carthagène des Indes (Colombie) en  juin 1959. 
Architecte de formation, publicitaire de métier, il est le second mari d'Íngrid Betancourt, rencontrée en 1994, et avec laquelle il se marie le 30 janvier 1997, avant de se réfugier en France après l'enlèvement de son épouse, maintenue en otage de 2002 à 2008. Après la libération de sa femme, il ne l'a plus revue. Une procédure de divorce engagée dès janvier 2009 et finalisée en novembre 2011 a été très conflictuelle. 
En janvier 2010, il publie un livre, Ingrid et moi : Une liberté douce-amère.
Il participe aux élections législatives colombiennes en 2006 et recueille 2 243 voix, soit 0,018 % des suffrages exprimés.

## Ouvrages
- Au nom d'Ingrid (traduction d'Isabelle Gugnon), Denoël, coll. « Impacts », Paris, 17 février 2005, 221 p.,  (ISBN 978-2-207-25685-5).
- Ingrid et moi. Une liberté douce-amère, Éditions Alphée, 2010  (ISBN 978-275380533-0)
  - (es) Ingrid y yo. Une libertad dulce y amarga, Planeta, 2010  (ISBN 978-958422394-4)